# Канторович, Анатолий Яковлевич
Анато́лий Я́ковлевич Канторо́вич (псевдонимы: Аякс, Н. Терентьев; 28 сентября [10 октября] 1896 — 25 сентября 1937 года) — советский учёный-международник, специалист по экономической истории Китая, доктор экономических наук (1936).
Родился в семье учёного-юриста. Принимал активное участие в Октябрьской революции и гражданской войне на стороне большевиков. После революции работал в НКИД. В 1924—1928 годы работал советником при советском посольстве в Пекине, параллельно занимался исследованием китайской экономики. Вернувшись в Москву, преподавал в МИВ, продолжал также работать в НКИД до 1932 года, после чего перешёл на должность старшего научного сотрудника в ИМХиМП. Параллельно работал как журналист, автор десятков газетных и журнальных статей, заместитель заведующего иностранным отделом «Известий».
В центре научных интересов Канторовича на протяжении всей его жизни стоял Китай и проблема международных отношений на Дальнем Востоке, но в разные годы он углублённо занимался изучением различных аспектов этой проблематики. Свой научный путь Канторович начал с описания экономических проблем современного Китая, в 1928—1931 годы, после советско-китайского конфликта на КВЖД, он переключился на изучение железных дорог на северо-востоке Китая. Экспансия Японии в Маньчжурии (1931 год) подтолкнула учёного к изучению влияния Японии на данный регион. В 1933 году Канторович обратился к изучению экспансии США на территории Китая и именно этой теме была посвящена его наиболее известная работа «Америка в борьбе за Китай» (1935), ставшая для учёного последней. В июне 1937 года Анатолий Яковлевич Канторович был арестован. Расстрелян в сентябре того же года.

## Биография
Анатолий Яковлевич Канторович родился в Петербурге в семье помощника присяжного поверенного Якова Абрамовича Канторовича, впоследствии присяжного поверенного и видного учёного в области юриспруденции. В 1916 году был призван в армию вольноопределяющимся, принял активное участие в подготовке и проведении Октябрьской революции, был делегатом II съезда Советов от своей воинской части. Участвовал в обороне Петрограда от Юденича, в 1919—1920 годы работал председателем совнархоза в Николаеве. В 1920 году, после окончания гражданской войны, поступил на факультет общественных наук Петроградского университета, который закончил в 1922 году.

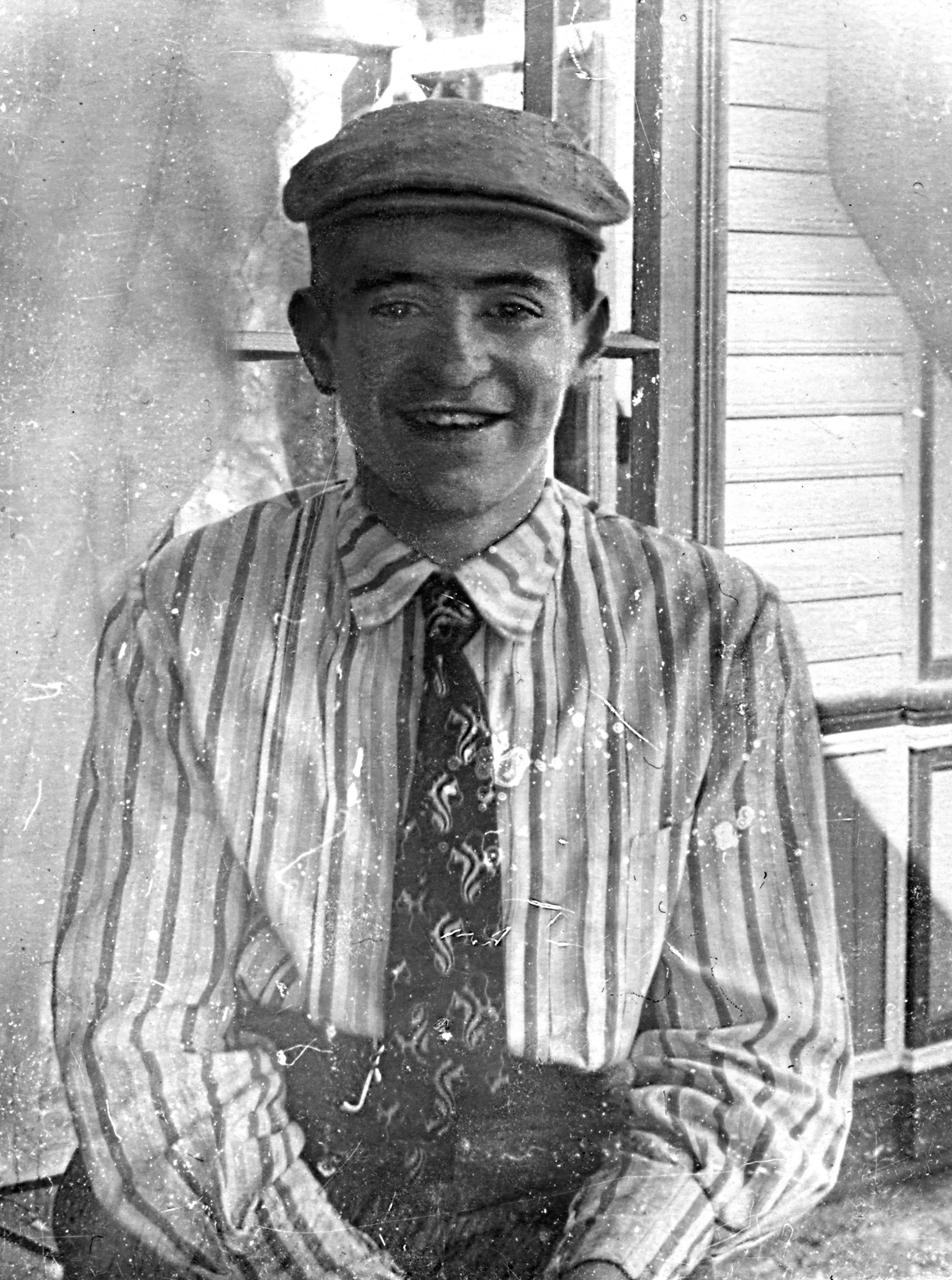
Канторович в юности

В течение последующего десятилетия трудовая деятельность А. Я. Канторовича была связана с Народным комиссариатом по иностранным делам. Работая в экономическо-правовом отделе НКИД, он сотрудничал в газетах, и в 1923 году совместно с Б. Е. Штейном выпустил свою первую научную работу в издании газеты «Экономическая жизнь». Со временем, когда А. Я. Канторович уже вёл научную работу в области международных отношений, но ещё не занимался Китаем, связан и справочник «Ближний Восток», где Канторовичем написаны разделы «Аравия» и «Египет» (предположительно).
Ещё до того как справочник увидел свет, А. Я. Канторович попадал в 1924 году в Китай в составе комиссии профессора Пергамента, после чего его научные интересы были неразрывно связаны с этой страной. В Китае Анатолий Яковлевич провёл четыре года, совмещая должность сотрудника полпредства и преподавателя права в Пекинском университете. Одновременно с этим, А. Я Канторович являлся специальным корреспондентом газет «Труд» и «Экономическая жизнь», писал статьи и рецензии для ведущего органа советских востоковедов «Новый Восток». В это же время у него возникла идея написать книгу «Китай в империалистическом окружении» — большое исследование по международным отношениям Китая, которую он однако не завершил.

Летом 1927 года Канторович выступил защитником в суде по делу Фаины Бородиной, жены полпреда Михаила Бородина, которая была арестована офицерами Чжан Цзолиня с целью оказания давления на её мужа. Ф. Бородина и дипкурьеры были освобождены после энергичных демаршей руководства СССР 12 июля 1927 года, когда им был вынесен оправдательный приговор. И сама Бородина, и современники-очевидцы событий, отмечали ответственную и высококвалифицированную работу Канторовича в качестве адвоката подсудимой. Вишнякова-Акимова, жившая в Пекине по соседству рядом с Канторовичем, вспоминала: 
Имя Канторовича было у всех на устах в 1927 году, когда ему выпала трудная задача защищать перед чжанцзолиневским судом советских граждан, арестованных во время налета на полпредство, и Ф. С. Бородину, задержанную на пароходе «Память Ленина». Эту задачу он выполнил с обычными для него умением и твердостью.
 Сама Бородина вспоминала своего защитника словами благодарности: 
Выражаю горячую благодарность т. Канторовичу, нашему защитнику. Тов. Канторович исключительно серьезно подошел к нашему процессу и не считался с затратами своих сил и энергии, чтобы довести процесс до благополучного исхода. Во время многочисленных наших свиданий в тюрьме т. Канторович всегда находил в себе слова уверенности, чтобы такую же уверенность поддержать во всех нас. Он распутал сложный клубок китайского судопроизводства. В своих речах перед судом т. Канторович, заботясь о судьбе своих клиентов, в то же время бережно относился к национальному чувству китайцев — чувству, постоянно оскорбляемому иностранцами, которые пользуются в Китае правом экстерриториальности, то есть неподсудности китайским законам.
Вернувшись в Москву в апреле 1928 года, Канторович преподавал в Московском институте востоковедения, продолжал также работать в Народный комиссариат иностранных дел (референт по Китаю 2-го Вост. отдела) до 1932 года, когда перешёл на должность старшего научного сотрудника в Институт мирового хозяйства и мировой политики (ИМХиМП). В 1930-х годах ведущим научным изданием по международным отношениям был журнал «Мировое хозяйство и мировая политика», по международным отношениям на Дальнем Востоке — журнал «Тихий океан», по китаеведению — «Проблемы Китая», особое внимание ситуации на северо-востоке Китая уделял «Вестник Маньчжурии». А. Я. Канторович (часто под псевдонимом Ник. Терентьев) постоянно сотрудничал со всеми четырьмя журналами, а также печатался в ряде других органов. Многие работы, написанные им в конце 20-х и в 30-е годы, группируются вокруг тем: конфликт на Китайско-Восточной железной дороге (КВЖД), японская агрессия в Китае, политика США в Китае. Периодически служил заведующим иностранным отделом газеты «Известия». С августа 1934 года — генеральный секретарь Тихоокеанского института. Кандидат экономических наук (1935; без защиты); доктор экономических наук (1936; диссертация «Америка в борьбе за Китай»).

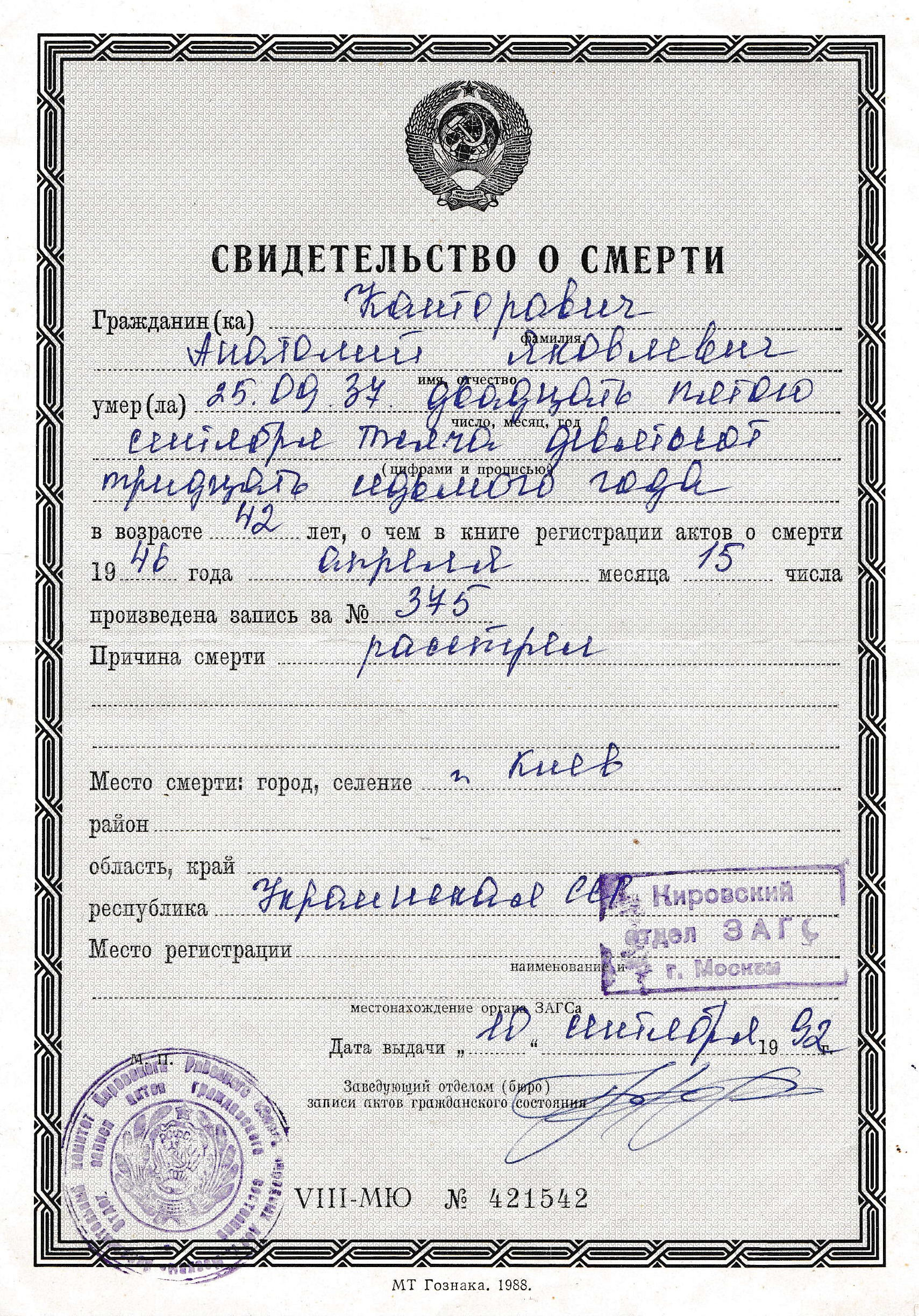
Свидетельство о смерти А. Я. Канторовича

В начале 1937 года, когда на волне ежовщины начались аресты международников и журналистов, Анатолий Яковлевич понял, что дни его сочтены. По воспоминаниям родственницы учёного Раисы Миллер, Анатолий Яковлевич пригласил своего брата Владимира покататься верхом в Сокольниках, а там сказал ему: «Я решил с тобой попрощаться». Через два месяца, 11 июня 1937, его арестовали в Москве, вслед за чем Анатолий Яковлевич был этапирован в Киев, по месту ареста первого «соучастника». Следствие проводилось с 16 июня 1937 года по 25 сентября 1937 года. Канторович был обвинён как агент иностранной разведки с 1927 года, а также участник террористической группы в Москве в 1932—1934 гг. (статьи 54-6 ч. 1, 54-8 и 54-11 УК УССР; следственное дело № 33031фл, учётно-архивный отдел КГБ УССР). Признан виновным и приговорён к расстрелу 25 сентября 1937 года членами «двойки» (Нарком ВД СССР, Прокурор Союза СССР). Приказ был приведён в исполнение в тот же день.
Дело по обвинению Канторовича Анатолия Яковлевича было пересмотрено Военной Коллегией Верховного Суда СССР 30 мая 1956 года. Постановление НКВД СССР от 22 сентября 1937 года в отношении Канторовича А. Я. было отменено и дело за отсутствием состава преступления прекращено (номер справки: № 4н-06057/56 Военной коллегии Верховного Суда СССР от 21 июня 1956 г.).
После реабилитации семья Канторовича в том же 1956 году получила справку, где указывалось, что «гражданин Канторович А. Я. умер в 1944 году от двустороннего воспаления лёгких», при этом устно было сообщено, что это произошло в заключении, где он якобы отбывал 10-летний срок. Лишь в начале 1990-х гг. внук учёного, Анатолий Робертович Канторович, получил доступ к следственному делу и выяснил реальные обстоятельства гибели деда. Он выяснил, что в 1956 году при получении запроса со стороны родных о судьбе А. Я. Канторовича (к тому времени он был полностью реабилитирован), чиновники госбезопасности «сочли необходимым» сообщить заведомо ложную информацию о его смерти, основываясь на совершенно секретном указании КГБ при СМ СССР № 108сс от 24.08.1955 г., требовавшего искажать дату и причину смерти, утаивать место гибели. Далее госбезопасность дала соответствующее распоряжения милиции, а та — отделу ЗАГС Октябрьского района Москвы, проводившему «регистрацию смерти» и выписывавшему справку о смерти. Сперва работники госбезопасности планировали сообщить родным, что Канторович умер 25 сентября 1943 года от рака печени, однако, когда их распоряжение дошло до места, выяснилось, что Октябрьский ЗАГС уже успел выдать справку о смерти (к тому времени практика была налажена, и работники милиции и ЗАГС уже не нуждались в пояснениях со стороны госбезопасности), где значилась другая дата и другая причина (3 декабря 1944 года, двустороннее воспаление лёгких). Сотрудникам госбезопасности пришлось задним числом подгонять под уже выданную справку новое распоряжение, с новой легендой. Свою статью «Приказано солгать», в которой были детально исследованы обстоятельства гибели учёного, Анатолий Робертович завершил следующими словами: «Моего деда фактически заставили умереть три раза, — один раз — по-настоящему и дважды — посмертно, в соответствии с высшими государственными интересами».

## Семья и личность
Вишнякова-Акимова, знавшая Канторовича в годы его пребывания в Пекине, оставила следующие воспоминания:
Живой и любознательный Анатолий Яковлевич участвовал во всех наших экскурсиях. Страстный любитель литературы, он был горячим поклонником Диккенса и изводил своих друзей, читая  наизусть по-английски целые страницы из его книг. В Пекине у него родился сынишка, смуглый и черноволосый, всеобщий баловень и любимец, которого прозвали «Арабчиком».
Анатолий Яковлевич Канторович был женат трижды. Его первой женой была юрист Доротея Георгиевна Шнейдерова (1898—1978).
Сын Анатолия Яковлевича, Роберт Анатольевич (1925—1982), был рождён в Пекине от второй жены Канторовича, Александры Ильиничны Канторович (1900—1989), которая впоследствии также была репрессирована, но уже из-за ареста своего второго мужа, Павла Соломоновича Кагана (1885—1938). В заключении находилась с 1938 по 1946 год. Роберт Анатольевич стал известным советским вирусологом. Сын Роберта Анатольевича, Анатолий Робертович, — советский и российский историк, археолог, доктор исторических наук, заведующий кафедрой археологии исторического факультета МГУ имени М. В. Ломоносова.
Третья жена А. Я. Канторовича, Аделаида Леонидовна Блинова (22.03.1901 — 27.12.1974), внучка этнографа Н. Н. Блинова, многие годы работала секретарём в наркомате иностранных дел. Была арестована и сослана вскоре вслед за мужем. Её дочь от первого брака с востоковедом Львом Израилевичем Лазаревским (Райхинштейном), Светлана Львовна, стала известным в Советском Союзе биологом, а внучка, Ольга Михайловна Городецкая, — российский историк-китаевед, преподающий историю Китая в университетах материкового Китая и на Тайване.
Брат Анатолия Канторовича — писатель и критик Владимир Яковлевич Канторович (1901—1977).

## Научный вклад

### Первый этап
В. Н. Никифоров выделял в научном творчестве Канторовича четыре этапа. Первый этап (1925—1927) был связан с широким кругом вопросов, которые касались Китая, его истории, общественно-политического уклада, экономики и народонаселения с особым вниманием к проблемам железных дорог. К этому периоду относятся статьи Анатолия Яковлевича о роли иностранного капитала в тяжелой индустрии Китая, о развитии обрабатывающей промышленности, об условиях труда в Китае, об экономике китайской деревни, о таможенной проблеме, о финансах. В этот же период была издана статья «Система общественных отношений Китая докапиталистической эпохи», где учёный полностью отрицал феодальный характер китайского общества (позиция возможная для 1926 года, но практически нереальная для 1930-х годов, когда средневековое общество в Китае «официально» было объявлено феодальным), а также связывал династические циклы в китайской истории с циклами демографическими, что в будущем позволило некоторым исследователям упрекнуть его в неомальтузианстве. В этот же период, однако в разные годы, Канторович заявлял о том, что работает над двумя книгами — «Китай в империалистическом окружении» (1925) и «Тайпинское восстание и первая иностранная интервенция в Китае» (1926), ни одну из которых он так и не завершил. Однако свет увидела первая монография Канторовича, хотя и посвящённая другой специальной теме — «Иностранный капитал и железные дорогие Китая» (1926). Её изданию предшествовало появление одноимённой статьи в «Вестнике Маньчжурии».
В книге «Иностранный капитал и железные дороги Китая» А. Я. Канторович описал историю и современное состояние железнодорожного вопроса в Китае, рассматривая железные дороги как важный фактор политической жизни Китая и объект борьбы международных политических сил. В тех главах, которые не носили сугубо справочный характер, он обрисовал картину истории железнодорожного строительства в Китае и наметил основные этапы этой истории, сообразуясь с особенностями тактики иностранного капитала в Китае на разных этапах.
Первым этапом А. Я. Канторович считает период до 1895 года, когда железнодорожное строительство не стало ещё центральной задачей иностранных капиталистов в Китае и когда немногие строившиеся железные дороги в общем находились в руках китайцев. На втором этапе иностранный капитал развил бурную деятельность в сфере железнодорожного строительства: все железные дороги, строившиеся в этот период, создавались иностранцами и оставались их собственностью. Однако конкуренция между различными империалистическими державами, рост сопротивления китайского народа иностранной агрессии, наконец, рост китайского национального капитала привели к новому — третьему этапу, когда дороги, строившиеся иностранцами, оставались в руках китайского правительства, хотя и со значительным участием иностранного капитала (для этого этапа типичны так называемые «Пукоуские условия» 1908 года, заключенные Китаем с английскими и германскими капиталистами, строившими железную дорогу Тяньцзинь — Пукоу. Примерно с 1909—1910 гг., с создания иностранными капиталистами консорциума для совместного грабежа Китая, А. Я. Канторович начинает четвёртый этап, когда на смену «пукоуским» пришли новые соглашения, столь же жесткие для Китая, как соглашения периода, предшествовавшего «пукоуским» условиям. В предпоследней главе книги «Иностранный капитал и железные дороги Китая» рассматриваются проекты интернационализации китайских железных дорог, выдвигавшиеся в 1924—1925 гг. в США и Англии. Автор делал вывод, что эти проекты имеют мало шансов на успех. Сопротивление китайского народа и конкуренция между империалистами (прежде всего незаинтересованность в осуществлении таких проектов Японии) сорвут, как полагал А. Я. Канторович, всякие планы совместного империалистического господства в Китае.
Книга «Иностранный капитал и железные дороги Китая» была высоко оценена критикой того времени. Литератор и знаток стран Дальнего Востока Р. Н. Ким, незадолго до этого горячо отстаивавший необходимость перехода от справочников по Китаю к специальным исследованиям, приветствовал работу Канторовича как первую самостоятельную монографию: «Автор справился с трудной задачей вполне удовлетворительно,— писал он,— его работа, небольшая по размеру, но чрезвычайно компактно написанная, представляет собой вполне самостоятельную, связнонаписанную историко-экономическую монографию, а не сухой безжизненный справочник с бесконечными столбиками цифр и островками лапидарных текстов, взятых напрокат из „ир-буков“».

### Второй этап
Работы, написанные Канторовичем в период с 1928 и до 1931 года группируются вокруг проблем железных дорог на Северо-Востоке Китая. В 1929 году, буквально за несколько дней А. Я. Канторович написал брошюру «Советский Союз, империализм и Китай», в которой в популярной форме и в то же время на основе большого, давно подобранного и продуманного им фактического материала описывает китайско-советские отношения и конфликт на КВЖД. Как отмечал Никифоров, «эта работа оставалась лучшим очерком истории отношений между СССР и Китаем вплоть до появления, уже после Второй мировой войны, книг М. С. Капицы. В некоторых частностях (например, показ сложных отношений, сложившихся между обеими странами в 1927—1929 гг.) брошюра А. Я. Канторовича и до сих пор даёт самую ясную картину».
Завершением этого, второго в творчестве А. Я. Канторовича, цикла работ, Никифоров называет «Империализм и железные дороги Северо-Восточного Китая», статью 1931 года о японо-китайском железнодорожном конфликте на Северо-Востоке Китая накануне оккупации этой части Китая японцами. Эта статья образует как бы мост к следующей, третьей проблеме, разработанной автором, — «Японская агрессия в Китае в 1931—1937 годах».

### Третий этап
Ещё в 1924—1926 годах, «мирного», «тихого» проникновения японских империалистов в Китай, А. Я. Канторович обнаружил особую активность японского капитала в Маньчжурии. Анализ железнодорожного вопроса позволил ему заключить, что «Япония приобрела себе в Китае совершенно исключительное положение. Она выступила на китайской арене последней, но она пришла к цели первой: по степени политического влияния, промышленного проникновения и, в частности… железно дорожных интересов (в широком смысле слова) Япония не имеет себе равной… японское капиталистическое влияние в Китае есть и останется самым могущественным, и это несмотря на то, что из всех стран именно Япония объективно преследует (и не может не преследовать) в Китае цели наиболее колонизаторского, наиболее опасного для Китая свойства». К тому же выводу приводило автора знакомство с ролью иностранного капитала в горной и тяжелой промышленности Китая. В этой отрасли японские интересы значительно перевешивали интересы всех остальных держав вместе взятых: «там, где европейский и американский капитал терпит фиаско, японский капиталист часто выигрывает. Это явление следует приписать ряду причин: расовой и языковой близости с Китаем, необыкновенному умению и пониманию японцами китайской обстановки, чрезвычайной сосредоточенности политической и экономической деятельности тесно друг с другом переплетающихся, географической и стратегической близости, делающей военный нажим чрезвычайно действенным. Так или иначе именно японская экспансия в Китае наиболее эффективна и успешна и, стало быть, представляет для Китая наибольшую опасность». Делал вывод об исключительной активности Японии на Дальнем Востоке, Канторович отмечал, что рост японского влияния «несёт с собой несомненную и серьёзную опасность для всего экономического и политического будущего Китая». По мнению Никифорова, в 1925 году, когда в советской периодической печати было много статей менее дальновидных авторов, видевших лишь вчерашнюю и сегодняшнюю (для тех лет) роль Англии как ведущей силы империалистической экспансии против Китая, но не видевших завтрашней роли Японии, вывод А. Я. Канторовича отличался смелостью и глубиной. Впрочем, как отмечает тот же Никифоров, правильно уловив общую тенденцию, Канторович ошибся в определении конкретных сроков: в работах 1928—1931 гг. он выражал сомнение в том, что в ближайшие годы Япония пойдёт на прямой захват Северо-Восточного Китая: японское вторжение в Северо-Восточный Китай началось в 1931 году.
Вопросы японской агрессии в Китае прочно вошли, хотя и на короткий срок, в поле научных интересов А. Я. Канторовича сразу после оккупации Северо-Восточного Китая. К 1932 году относятся брошюры «Японский капитал в Манчжурии», «Борьба за Тихий океан» и статья «Борьба империалистов за Маньчжурию» в сборнике «Оккупация Маньчжурии и борьба империалистов». К той же тематике примыкает книга «Очаг войны на Дальнем Востоке», вышедшая двумя годами позже. В брошюре «Борьба за Тихий океан» Канторович указывал, что прочный союз Англии и Японии в данном регионе невозможен: «Английский капитал сталкивается с японским па китайских железных дорогах и в железнодорожных поставках, в китайской текстильной промышленности, в портовых оборудованиях и даже в сфере кредита и денежного обращения», однако при всём при этом политика Англия по отношению к действиям Японии в Маньчжурии являлась примером покровительства агрессии. Автор приходит к выводу, что в случае агрессии Англия не будет поддерживать Японию, но и не встанет на сторону своего главного конкурента на мировых рынках — США. Книга была благосклонно встречена современной критикой.
Книга «Очаг войны на Дальнем Востоке» также была посвящена вопросам японского империализма. В ней Канторович, проанализировав экономическое и политическое положение Китая и Японии, показал причины японо-китайской войны и победы Японии. Книга была положительно оценена видным специалистом по Дальнему Востоку Григорием Войтинским, который отмечал, что «несмотря на наличие недостатков и упущений книга т. Терентьева правильно разоблачает закулисные махинации международных империалистов и представляет интерес для подготовленного читателя».

### Четвёртый этап
Работы А. Я. Канторовича показывают, что он начал сосредоточиваться на теме о Соединенных Штатах примерно с 1933 года, то есть с момента восстановления нормальных дипломатических отношений между СССР и США. В конце 1933 года в журнале «Мировое хозяйство и мировая политика» (№ 11—12) уже была опубликована статья об экономических позициях США в Китае, в примечании к которой указывалось, что она представляет сокращенное изложение одной из глав подготовленной книги «Америка в борьбе за Китай», Опубликовав таким образом материалы, очевидно, давно находившиеся у автора в мобилизационной готовности в связи с работой над прошлой темой — «Китай в империалистическом окружении», А. Я. Канторович затем, в 1934—1935 гг., напечатал ряд рецензий на книги американских авторов; в это же время одна за другой выходят ещё несколько статей, являющихся главами будущей книги.
В вышедшей в 1935 году монографии давался анализ политики США в Китае с момента её зарождения до 1935 года. А. Я. Канторович показал, что с самого возникновения Соединенных Штатов Америки Китай играл для американского капитала, несмотря на тогдашнюю слабость США и удаленность от Китая, очень большую роль. Автор объяснял это тем, что торговля с Востоком, прежде всего с Китаем, играла роль столбовой дороги первоначального накопления капитала в США.
Уже на первом этапе американской агрессии в Китае, достигшей апогея в 50-х годах XIX в., проявляются «те самые черты, которые характеризуют американскую политику на последующих её этапах: довленне будущего над настоящим, забота о будущей экспансии, стремление удержать расчищенным путь для этой последней… Америка, все ещё провинциальная и к тому же беременная тягчайшим внутренним кризисом, помышляла все же сделать свои заявки». Эта черта, отмеченная А. Я. Канторовичем, — несоответствие аппетитов американского капитализма его реальным возможностям, вынуждавшее США прятаться за спину других держав или идти рядом с ними,— сказывалась в политике США в Китае вплоть до Второй мировой войны. Только в период Второй мировой войны и особенно после неё США, казалось, уже реально могли претендовать на роль монопольного империалистического агрессора в Китае. Ирония судьбы, по мнению Никифорова, заключалась в том, что именно в этот момент столетние агрессивные планы США в Китае потерпели полный и окончательный крах.
Для А. Я. Канторовича обширное историческое исследование, составляющее большую часть книги «Америка в борьбе за Китай», было тем солидным фундаментом, на котором он строил выводы и прогнозы относительно современной деятельности американского империализма на Дальнем Востоке. Подытоживая, автор приходил к выводу, что Китай для США как рынок сырья остается объектом только будущих планов; как рынок приложения капиталов он также играет пока третьестепенную роль; как рынок сбыта товаров Китай, правда, занимает для США первое место среди колониальных рынков, «но и это в значительной мере обесценивается тем, что Китай не имеет для США серьёзного значения как рынок сбыта промышленных изделий». Таким образом, конкретные экономические интересы США в Китае сами по себе в то время не могли «служить базой для конфликта с Японией, угрожающего перворазрядной войной». Канторович приходил к выводу, что США на Востоке преследовали двоякую цель: с одной стороны они старались столкнуть Советский Союз и Японию с целью ослабления обеих держав, с другой стороны — сотрудничали с СССР для сдерживания японской агрессии.
Книга Канторовича не привлекла внимания советской научной прессы, однако обратила на себя внимание американских исследователей. Журналист-дальневосточник Джозеф Бернес в своей рецензии для Pacific Affairs назвал Канторовича «выдающимся молодым советским учёным», а его книгу, не без иронии, — «одним из самых ранних свидетельств, что первая пятилетка в советской науке была выполнена». Бернес писал: «Его источниковая база, которая включает практически всю литературу на английском языке по этому вопросу, а также неопубликованные материалы из царских архивов, и его терпеливая попытка вытянуть из запутанной истории красные нити марксистского анализа, представляют собой тот тип долговременной научной работы, которая до недавнего времени в Советском Союзе приносились в жертву ради решения более насущных проблем». Бернс высоко оценил попытку Канторовича увязать события на международной арене с внутриполитической обстановкой США и отметил, что первое издание книги, тираж которой насчитывал 7000 экземпляров, уже стало раритетом в московских магазинах.
В. Н. Никифоров в статье 1963 года, являющейся единственной полноценной биографией Канторовича, дал обстоятельную критику монографии «Америка в борьбе за Китай». Учёный отмечал, что в ряде мест Канторович блестяще продемонстрировал взвешенный научный анализ и дал более точные оценки событий и тенденций, нежели его современники. Так, Никифоров противопоставляет сдержанные выводы Канторовича о скромных возможностях американских капиталистов позиции Аварина, который писал о яростном напоре американских левиафанов из Уолл-стрит на Маньчжурию: «Эти „левиафаны“ были, как говорится, сильнее зверя только у себя на родине; на международной арене они представляли довольно скромную величину». Никифоров отмечал, что в монографии Канторовичу удалось избавиться от своих идеологических клише 1932—1934 гг. и увидеть, что в 1930-х на Дальнем Востоке основные противоречия лежали не между Англией и США, а между США и Японией. Канторович верно увидел, что вероятность конфликта между Японией и США растёт, но всё ещё считал маловероятным открытую войну, в чём оказался менее дальновидным, чем тот же В. Аварин, который ещё в 1931 году писал о грядущем столкновении двух стран. Оценивая научный вклад Канторовича в целом, Никифоров писал: «Книги и статьи А. Я. Канторовича, несмотря на имеющиеся в них недостатки, были в своё время крупным вкладом в изучение международных отношений».

## Работы
Монографии
- Канторович, А. Я. Иностранный капитал и железные дороги Китая / Под редакцией и с предисловием К. Радека. — М. - Л. : Плановое Хозяйство, 1926. — 220 с.
- Терентьев, Н. Очаг войны на Дальнем Востоке. — М. : Партийное издательство, 1934. — 256 с.
- Канторович, А. Я. Америка в борьбе за Китай / Под редакцией П. Лапинского. — М. : Гос. соц.-эконом. из-во, 1935. — 640 с.

Брошюры
- Терентьев, Н. Советский Союз, империализм и Китай. — М. : ГИЗ, 1929.
- Терентьев, Н. Борьба за Тихий океан: Военно-морские силы империалистических держав на Тихом океане. — М. : Партийное издательство, 1932. — 94 с.
- Терентьев, Н. Японский капитал в Манчжурии. — М. : Госфиниздат, 1932. — 69 с.

Статьи в журналах
- Канторович, А. Я. Иностранный капитал в тяжёлой индустрии Китая // Новый Восток. — 1925. — Кн. 10—11. — С. 46—77.
- Канторович, А. Я. Развитие обрабатывающей промышленности в Китае // Экономическое обозрение. — 1925. — № 3. — С. 209—212.
- Канторович, А. Я. Условия труда в Китае // Экономическое обозрение. — 1925. — № 6. — С. 205—208.
- Канторович, А. Я. Дальневосточные письма. 1. Экономическое развитие Китая // Внешняя торговля. Издание Наркомвнешторга. — 1925. — № 23 (137). — С. 17.
- Канторович, А. Я. Иностранный капитал на железных дорогах Китая // Вестник Маньчжурии. — 1925. — № 8—10. — С. 59—103.
- Канторович, А. Я. Иностранный капитал на железных дорогах Китая // Вестник Маньчжурии. — 1926. — № 1—2. — С. 30—71.
- Канторович, А. Я. Система общественных отношений Китая докапиталистической эпохи // Новый Восток. — 1926. — Кн. 15. — С. 67—94.
- Канторович, А. Я. Некоторые данные об экономике китайской деревни // Экономическое обозрение. — 1926. — № 3. — С. 175—180.
- Канторович, А. Я. Таможенная проблема в Китае // Вестник Маньчжурии. — 1927. — № 2. — С. 54—77.
- Канторович, А. Я. Китай и обесценение серебра // Вестник финансов. — 1927. — № 1. — С. 165—168.
- Канторович, А. Я. Японская йена в Маньчжурии // Вестник финансов. — 1927. — № 5.
- Канторович, А. Я. Железнодорожное строительство и железнодорожный конфликт в Маньчжурии // Новый Восток. — 1928. — № 22.
- Канторович, А. Я. Новые формы борьбы за Маньчжурию // Новый Восток. — 1928. — № 3.
- Аякс. Японский империализм и Китай. — МХМП. 1928, 8—9, с. 43—65
- Аякс. Год реакции в Китае. — Новый Восток 1929, 26—27, с. 270—301
- Аякс. Таможенный вопрос в Китае. — МХМП, 1929, 6, с. 78—88; 7, с. 86—99.
- Канторович, А. Я. Японо-китайский железнодорожный конфликт в Маньчжурии // Проблемы Китая. — 1931. — № 6—7.
- Терентьев Н. Японский империализм в Маньчжурии. — ПК, 8—9, 1931, с. 30—74.
- Терентьев Н. Японо-китайский железнодорожный конфликт в Маньчжурии. — ПК, 6—7, 1931, с. 196—233,
- Терентьев Н. Доклад Литтона. — МХМП, 1932, 11—12, с. 48—69.
- Терентьев Н. Война на Дальнем Востоке и мирная политика СССР. — «Интернационал молодежи», 1932, 14, с. 10—13.
- Терентьев Н. Война — демпинг — ин-фляция. К характеристике кризиса в Японии. — «Конъюнкт, мир. хоз-ва», 1933, 11, с. 10—15.
- Терентьев Н. Внешняя политика японского империализма. — «Япония», сб. под ред. Е. Жукова и А. Розена, М., 1934, с. 375—390.
- Терентьев Н. Новые позиции японского капитала в Маньчжурии. — «Конъюнкт, мир. хоз-ва», 1934, 3, с. 24—28.
- Канторович А. Новый этап японского наступления в Китае. — МХМП, 1935, 6, с. 3—26.
- Канторович А. Америка и Китай. — НМ, 1935, 5, с. 226—252.
- Канторович А. Кризис американской политики в Китае. — МХМП, 1935, 3, с. 65—71.
- Канторович А. Борьба за Северный Китай. — МХМП, 1936, 1, с. 84—107.
- Канторович А. Англия на Дальнем Востоке. — ТО, 1936, 1(7), с. 29—44.
- Канторович А. Новый этап в развитии японской агрессии. — «Мировое хозяйство и мировая политика», М., 1937, No 1

Газетные статьи
- Канторович А. Экономика кит. событий. — Экономическая Жизнь, 1924, 352.
- Канторович А. Экономическое развитие Китая. — ВТ, 1925, 23, с. 17.
- Канторович А. Кит. конфликт и конференция держав.— Экономическая Жизнь, 1925, 175.
- Канторович А. Банковское дело в Китае и роль иностранных банков. — Экономическая Жизнь, 1926, апрель, с. 176—180
- Канторович А. Кантон и его строительство. — Экономическая Жизнь. 1926, 63.
- Канторович А. Экстерриториальность иностранцев в Китае. — Экономическая Жизнь, 1926, 57.
- Канторович А. Положение на КВжд. — ЭЖ, 1926, 237
- Канторович А. Кантонские сюрбаксы. — Экономическая Жизнь, 1926, 27.
- Канторович А. Народные армии Китая. — Экономическая Жизнь, 1926,
- Канторович А. Провал антисоветской кампании в К,— ЭЖ, 1926, 128.
- Аякс. Рабочее движение в Гуандуне. — Правда, 1926, 96
- Аякс. На Дальнем Востоке. — Известия, 1926, 300.
- Канторович А. Китай в полосе реакции. — Экономическая Жизнь, 1926, 194.
- Канторович А. Империалисты и раздробление Китая. — 1926. 291
- Канторович А. Возвращение У-Пей-фу (в Ханькоу). — Экономическая Жизнь, 1926, 105.
- Канторович А. Северная экспедиция Кантона. — Экономическая Жизнь. 1926. 249.
- К. А. Таможенный вопрос в Китае — Экономическая жизнь, 1927, 198.
- Канторович А. Новые пути японской политики в М.— Экономическая Жизнь, 1927, 300.
- Канторович А. Народная революционная армия Северно-Западного Китая. — Известия, 1927, 115.
- Канторович А. Пожар вокруг Шанхая. — Экономическая Жизнь, 1927, 57.
- Канторович А. Маньчжурия. — Экономическая жизнь, 1928, 94.
- Аякс. Американско-китайский договор. — Известия, 1928, 177.
- Канторович А. Японская интервенция в Северном Китае. — Правда. 1928, 120.
- Канторович А. СССР и К. в Маньчжурии. — Известия, 1928, 29.
- Аякс. Англо-китайское соглашение. — Известия, 1928, 189.
- Аякс. Наступление американского капитала в Китае — Известия, 1929, 114.
- Аякс. Последние события в Китае. — Известия, 1929, 74.
- Аякс. Япония, Китай и М. — Ленинградская Правда, 1929, 38.
- Аякс. Вне закона. — Известия, 1929, 233.
- Аякс. Провокаторы за работой. — Ленинградская правда, 1929, 131
- Аякс. Развязка судебной комедии. — Известия, 1929, 240.
- Аякс. Политические итоги сов.-кит. конфликта. — Известия, 1930, 9.
- Аякс. Пробный тар интервенции — Сов.-кит. конфликт. — Известия, 1930, 324.
- Терентьев Н. Интервенция империалистов в Китае. — Известия, 1930, 214.
- Терентьев Н. Кризис, война и революция в Китае. — Известия, 1930, 188
- Терентьев Н. Положение в Китае. — Известия, 1930, 163.
- Терентьев Н. Шанхайская операция. — «Партработник», 1932, 4, с. 62—72.
- Терентьев Н. Японская интервенция в новой фазе. — «Партработник», 1932, 1, с. 86—90.